# Adriana Ozores
Adriana Ozores, all'anagrafe Adriana Ozores Muñoz (Madrid, 21 maggio 1959), è un'attrice spagnola, nota per aver interpretato il ruolo di Teresa Aldecoa nella serie Grand Hotel - Intrighi e passioni (Gran Hotel).

## Biografia
Adriana Ozores è nata il 21 maggio 1959 a Madrid (Spagna) e ha due fratelli gemelli che si chiamano Mariano e Pelayo, anch'essi dediti al mondo del cinema. Appartiene a un'importante famiglia di artisti: è la pronipote del direttore musicale di Antonio Puchol Ávila (morto nel 1929) e dell'attrice Claudia Butier (morta negli anni '40); nipote degli attori Mariano Ozores Francés (1890-1976) e Luisa Puchol (1892-1965); figlia dell'attore José Luis Ozores (1922-1968), e Concepción Muñoz; nipote del regista e sceneggiatore Mariano Ozores (1926) e dell'attore Antonio Ozores (1928-2010); e cugina della collega attrice Emma Ozores (1961, figlia di Antonio).

## Carriera
Adriana Ozores ha iniziato la sua carriera di recitazione grazie a suo zio Mariano Ozores e ai film del duo Andrés Pajares e Fernando Esteso. Successivamente dopo le apparizioni in varie serie televisive come El Jardín de Venus e Turno de oficio, si dedicò attivamente al teatro, essendo legata alla Compagnia nazionale del teatro classico.
In seguito è tornata al cinema recitando, tra gli altri, in film come ¿De qué se ríen las mujeres?, Plenilunio, El palo, La suerte dormida e Héctor.
Ha vinto un Premio Goya come attrice secondaria per la sua interpretazione nel film La hora de los braves, del regista Antonio Mercero.
Nel 2005 ha interpretato il ruolo di Carmen Avendaño nel film Heroína, la madre di un tossicodipendente che ha fondato la Erguete Drug Addict Help Association.
In televisione il suo ruolo più apprezzato è stato quello di Lola nella serie Los hombres de Paco, in cui ha recitato per quattro anni. È stata anche la madre di Manolito Gafotas nell'omonima serie. Dopo due anni lontana dal set, ha recitato nel film televisivo La Duquesa per Telecinco, con un tale successo di pubblico e critica che la rete ha commissionato una seconda parte per il 2011.
Dal 2011 al 2013 ha recitato nella serie Grand Hotel - Intrighi e passioni (Gran Hotel) nel ruolo di Teresa Aldecoa. Nel 2015 è entrata a far parte del cast della serie di Cuatro Rabia, in cui interpreta Rubio, una poliziotta molto severa determinata a risolvere il caso delle persone infette e trovare il loro nascondiglio.

## Vita privata
Adriana Ozores ha un figlio che si chiama Adrián Climent, nato dal matrimonio con il suo ex marito Joaquín Climent.

## Filmografia

### Cinema
- Los energéticos, regia di Mariano Ozores (1979)
- El canto de la cigarra, regia di José María Forqué (1980)
- El liguero mágico, regia di Mariano Ozores (1980)
- Los chulos, regia di Mariano Ozores (1981)
- Brujas mágicas, regia di Mariano Ozores (1981)
- Es peligroso casarse a los 60, regia di Mariano Ozores (1981)
- ¡Qué gozada de divorcio!, regia di Mariano Ozores (1981)
- Dos y dos, cinco, regia di Lluis Josep Comerón (1981)
- Queremos un hijo tuyo, regia di Mariano Ozores (1981)
- El hijo del cura, regia di Mariano Ozores (1982)
- Padre no hay más que dos, regia di Mariano Ozores (1982)
- Cristobal Colón, de oficio... descubridor, regia di Mariano Ozores (1982)
- La loca historia de los tres mosqueteros, regia di Mariano Ozores (1983)
- El pan debajo del brazo, regia di Mariano Ozores (1984)
- El cura ya tiene hijo, regia di Mariano Ozores (1984)
- Los zancos, regia di Carlos Saura (1984)
- El pájaro de la felidad, regia di Pilar Miró (1993)
- Niño nadie, regia di José Luis Borau (1996)
- ¿De qué se ríen las mujeres?, regia di Joaquín Oristrell (1996)
- La primera noche de mi vida, regia di Miguel Albaladejo (1998)
- La hora de los valientes, regia di Antonio Mercero (1998)
- Cuando vuelvas a mi lado, regia di Gracia Querejeta (1999)
- Ataque Verbal, regia di Miguel Albaladejo (1999)
- Manolito Gafotas, regia di Miguel Albaladejo (1999)
- Plenilunio, regia di Imanol Uribe (2000)
- Pídele cuentas al Rey, regia di José Antonio Quirós (2000)
- El palo, regia di Eva Lesmes (2001)
- La vida de nadie, regia di Eduard Cortés (2002)
- El alquimista impaciente, regia di Patricia Ferreira (2002)
- En la ciudad sin límites, regia di Antonio Hernández (2002)
- La suerte dormida, regia di Ángeles González Sinde (2003)
- Héctor, regia di Gracia Querejeta (2004)
- Heroína, regia di Gerardo Herrero (2005)
- El método, regia di Marcelo Piñeyro (2005)
- 8 citas, regia di Peris Romano e Rodrigo Sorogoyen (2008)
- Nacidas para sufrir, regia di Miguel Albaladejo (2010)
- No lo llames amor, llámalo X, regia di Oriol Capel (2011)
- Cerca de tu casa, regia di Eduard Cortés (2016)
- Thi Mai, rumbo a Vietnam, regia di Patricia Ferreira (2017)

### Televisione
- El jardín de Venus – serie TV (1983-1984)
- La comedia musical española – serie TV (1985)
- Turno de oficio – serie TV (1986-1987)
- El mar y el tiempo – serie TV (1987)
- Eva y Adán, agencia matrimonial – serie TV (1991)
- Taller mecánico – serie TV (1992)
- Periodistas – serie TV (1998-1999)
- Manolito Gafotas – serie TV (2004)
- Los hombres de Paco – serie TV (2005-2009, 2021)
- Atropello – film TV (2006)
- ¿Y a mí quién me cuida? – serie TV (2007)
- Martes de carnaval – serie TV (2008)
- La señora – serie TV (2010)
- La duquesa, regia di Salvador Calvo – film TV (2010)
- La duquesa II – serie TV (2010)
- Grand Hotel - Intrighi e passioni (Gran Hotel) – serie TV (2011-2013)
- Rabia – serie TV (2015)
- Velvet Collection (Velvet Colección) – serie TV (2017-2019)
- The Spanish Princess – serie TV (2019)
- Alba – serie TV (2021)

## Teatro

### Attrice
- La señora presidenta (1982)
- La rosa de papel (1985)
- Cuatro corazones con freno y marcha atrás (1986)
- La Celestina (1988)
- El alcalde de Zalamea (1988)
- El vergonzoso en palacio (1989)
- La verdad sospechosa (1991-1992)
- El desdén con el desdén (1991)
- Don Gil de las calzas verdes (1994)
- El misántropo (1996)
- Doña Inés (2007)
- MacbethLadyMacbeth (2008)
- Sexos (2009)
- Petit Pierre (2013)
- Atchuss (2015-2016)

### Regista
- Troyanas (2021)

## Programmi televisivi
- Aplauso (La 1, 1981-1983)

## Doppiatrici italiane
Nelle versioni in italiano dei suoi film e delle sue serie TV, Adriana Ozores è stata doppiata da:
- Roberta Greganti[17] in Grand Hotel - Intrighi e passioni[18]
- Emilia Costa[19] in Velvet Collection[20]

## Riconoscimenti
- Belle Arti
  - 2020: Vincitrice della Medaglia d'oro al merito[21]
- Festival del cinema spagnolo di Malaga
  - 2004: Vincitrice come Miglior attrice per Héctor
- Festival del cinema comico di Peñiscola
  - 1999: Vincitrice come Miglior attrice per La primera noche de mi vida
  - 2000: Vincitrice come Miglior attrice per Ataque verbal
- Festival Internazionale del Cinema di Montréal
  - 2005: Vincitrice come Miglior attrice per Heroína
- Festival Internazionale del Cinema di Valladolid
  - 2002: Vincitrice come Miglior attrice per La vida de nadie
- Medaglie del Circolo degli Scrittori
  - 2003: Candidatura come Miglior attrice per La suerte dormida[22]
  - 2004: Vincitrice come Miglior attrice per Héctor
  - 2005: Candidatura come Miglior attrice per Heroína
  - 2020: Candidatura come Miglior attrice per Invisibles[23]
- Premio Corral de Comedias al Festival di Almagro
  - 2019: Vincitrice per l'impeccabile carriera teatrale, cinematografica e televisiva, in cui spiccano il suo lavoro teatrale e il suo legame con l'età dell'oro[24]
- Premio EñE del cine
  - 1998: Vincitrice come Miglior interpretazione femminile non protagonista per La hora de los valientes
  - 1999: Candidatura come Miglior interpretazione femminile non protagonista per Cuando vuelvas a mi lado
  - 2000: Candidatura come Miglior interpretazione femminile protagonista per Plenilunio
  - 2002: Vincitrice come Miglior interpretazione femminile protagonista per La vida de nadie
  - 2003: Candidatura come Miglior interpretazione femminile protagonista per La suerte dormida
  - 2005: Candidatura come Miglior interpretazione femminile protagonista per Heroína
  - 2009: Candidatura come Miglior interpretazione femminile protagonista per Nacidas para sufrir
- Premio Iris
  - 2006: Candidatura come Miglior attrice per Los hombres de Paco
  - 2012: Vincitrice come Miglior attrice per Grand Hotel - Intrighi e passioni (Gran Hotel)
- Premio Goya
  - 1998: Vincitrice come Miglior interpretazione femminile non protagonista per La hora de los valientes
  - 1999: Candidatura come Miglior interpretazione femminile non protagonista per Cuando vuelvas a mi lado
  - 2000: Candidatura come Miglior interpretazione femminile protagonista per Plenilunio
  - 2002: Candidatura come Miglior interpretazione femminile protagonista per La vida de nadie
  - 2003: Candidatura come Miglior interpretazione femminile protagonista per La suerte dormida
  - 2005: Candidatura come Miglior interpretazione femminile protagonista per Heroína
- Premio dell'Unione degli attori
  - 1999: Candidatura come Miglior interpretazione di un film di supporto per Cuando vuelvas a mi lado
  - 2000: Candidatura come Miglior interpretazione cinematografica principale per Plenilunio
  - 2002: Candidatura come Miglior attrice non protagonista per En la ciudad sin límites
  - 2003: Candidatura come Miglior attrice protagonista in un film per La suerte dormida
  - 2004: Vincitrice come Miglior attrice protagonista in un film per Héctor
  - 2005: Vincitrice come Miglior attrice non protagonista in un film per El método
  - 2005: Candidatura come Miglior attrice protagonista in un film per Heroína
  - 2010: Vincitrice come Miglior attrice protagonista televisiva per La Duquesa
  - 2011: Candidatura come Miglior attrice protagonista televisiva per Grand Hotel – Intrighi e passioni (Gran Hotel)
  - 2012: Vincitrice come Miglior attrice protagonista televisiva per Grand Hotel – Intrighi e passioni (Gran Hotel)
- Premi Ondas – Cinema
  - 2000: Vincitrice come Miglior attrice per Plenilunio